# إيتابيبوكا
إيتابيبوكا هي بلدية في البرازيل، تتبع سيارا، بلغ عدد سكانها 116٬065  نسمة، في 2010، تبلغ مساحتها 1٬614٫682 كيلومتر مربع، رمزها البريدي هو 62500-000.

## أعلام
- جاجا